# یواس‌ان‌اس کاناوها (تی-ای‌او-۱۹۶)
یواس‌ان‌اس کاناوها (تی-ای‌او-۱۹۶) (به انگلیسی: USNS Kanawha (T-AO-196)) یک کشتی است که طول آن ۶۷۷ فوت (۲۰۶ متر) می‌باشد. این کشتی در سال ۱۹۹۰ ساخته شد.